# Mauritius International 2013
Die Mauritius International 2013 im Badminton fanden als offene internationale Meisterschaften von Mauritius vom 21. bis zum 24. August 2013 in Beau Bassin-Rose Hill statt.

## Austragungsort
- Stadium Badminton Rose Hill, National Badminton Centre, Duncan Taylor Street

## Sieger und Platzierte
| Disziplin    | Gold                                  | Silber                              | Bronze                              |
| ------------ | ------------------------------------- | ----------------------------------- | ----------------------------------- |
| Herreneinzel | Vinay Kumar Reddy                     | Jinkan Ifraimu                      | N. V. S. Vijetha                    |
| Herreneinzel | Vinay Kumar Reddy                     | Jinkan Ifraimu                      | Joseph Abah Eneojo                  |
| Dameneinzel  | Kate Foo Kune                         | Grace Gabriel                       | Hadia Hosny                         |
| Dameneinzel  | Kate Foo Kune                         | Grace Gabriel                       | Dorcas Ajoke Adesokan               |
| Herrendoppel | Andries Malan Willem Viljoen          | Deeneshsing Baboolall Georges Paul  | Mahmoud Elsayad Abdelrahman Kashkal |
| Herrendoppel | Andries Malan Willem Viljoen          | Deeneshsing Baboolall Georges Paul  | Paul Christopher Aatish Lubah       |
| Damendoppel  | Elme de Villiers Sandra Le Grange     | Dorcas Ajoke Adesokan Grace Gabriel | Nadine Ashraf Hadia Hosny           |
| Damendoppel  | Elme de Villiers Sandra Le Grange     | Dorcas Ajoke Adesokan Grace Gabriel | Michelle Butler-Emmett Jennifer Fry |
| Mixed        | Willem Viljoen Michelle Butler-Emmett | Georgie Cupidon Alisen Camille      | Sahir Edoo Yeldi Louison            |
| Mixed        | Willem Viljoen Michelle Butler-Emmett | Georgie Cupidon Alisen Camille      | Abdelrahman Kashkal Hadia Hosny     |